# أنطونيو رامون
أنطونيو رامون (بالإسبانية: Antonio Ramón Ramón)‏ هو عمال إسباني، ولد في 13 نوفمبر 1879 في مولفيثار في إسبانيا، وتوفي في 1924.